# Chinchimulla
Chinchimulla fou un estat tributari protegit de la presidència de Madras a l'Índia. Fins al 1814 fou considerat un estat separat, però en aquesta data fou incorporat al principat de Banganapalle.